# Vår Gud är stor
Vår Gud är stor är en psalmtext med fyra 4-radiga verser. Melodin i 4/4-delstakt är komponerad av Otto Olsson.

## Publicerad i
- Svenska Missionsförbundets sångbok 1920 som nr 4 under rubriken "Guds härlighet"
- Sionstoner 1935 som nr 76 under rubriken "Guds lov"